# برايان باركن
برايان باركن (بالإنجليزية: Brian Parkin)‏ هو لاعب كرة قدم ومدرب كرة قدم بريطاني في مركز حراسة المرمى، ولد في 12 أكتوبر 1965 في بيركنهيد ‏ في المملكة المتحدة. لعب مع أولدهام أثلتيك وبرايتون أند هوف ألبيون وكريستال بالاس ونادي بريستول روفيرز ونادي كرو ألكساندرا ونوتس كاونتي وويكمب وندررز ويوفل تاون.

## وصلات خارجية
- برايان باركن على موقع قاعدة بيانات كرة القدم.إي يو (الإنجليزية)
- برايان باركن على موقع Soccerbase.com (لاعب) (الإنجليزية)